# Faro Superiore
Faro Superiore is een plaats (frazione) in de Italiaanse gemeente Messina.